# 金象城区
金象城区，是缅甸联邦第一特区老街市下辖的一个区。

## 行政区划
金象城区下辖3个社区、19个组。